# シンビ (歌手)
シンビ（朝: 신비、中: 信飛、英: SinB、1998年6月3日 - ）は、韓国出身のアイドル。女性アイドルグループ・VIVIZのメンバー。また、GFRIENDのメンバー。身長166cm、血液型AB型。忠清北道清州市出身。

## 来歴
2015年、GFRIENDのメンバーとしてデビューした。
2018年、Red Velvet・スルギ、(G)I-DLE・ソヨン、チョンハと一緒にプロジェクトグループ・STATION YOUNGを結成。楽曲「Wow Thing」は、SMエンタテインメントのプロジェクトアルバム『SM Station X0』の収録曲として9月28日にリリースされた。
2021年5月22日、所属事務所「SOURCE MUSIC」との契約を終了し、GFRIENDとしての活動を終了。
同年10月6日、BPM Entertainmentに移籍したことを発表し、2022年GFRIENDのメンバーウナ、オムジと共にVIVIZとしてデビュー。

## 作品

### ソロ
- 사랑스러워（Loveable）（2021年）- ドラマ「美しかった私たちへ」主題歌

### コラボレーション
- 고백（Confession）（Feat.시진）（2016年）- ドラマ「シンデレラと４人の騎士」主題歌
- Wow Thing（2018年）- STATION YOUNGとして『SM Station X 0』収録
- Be Yourself（（신비송(ㅅㅂㅅ)）(with Shinbi)）（2020年）- 『Shinbi Song: Self-esteem project』収録

## 出演

### テレビ番組
- Weekly Idol（2016年、MBC Every 1）
- スタイルミー（2022年、Dong-a TV）

### テレビドラマ
- 私の腕の中の妖精（2015年、MBC）